# Tanger-Médina
Tanger-Médina (arabiska: طنجة املدينة) är ett arrondissement i staden Tanger i Marocko. Antalet invånare var 243 082 vid folkräkningen 2014.